# Remilly-Aillicourt
Ne doit pas être confondu avec Remilly-les-Marais.
Remilly-Aillicourt [ʁəmiji ajikuʁ] est une commune française située dans le département des Ardennes, en région Grand Est.
La commune est le lieu de confluence de la Chiers avec la Meuse, qu'elle rencontre sur sa rive droite.

## Géographie
| Noyers-Pont-Maugis | Bazeilles          | Douzy                 |
| Thelonne           | Remilly-Aillicourt |                       |
| Angecourt          | Haraucourt         | Villers-devant-Mouzon |

### Hydrographie
La commune est dans le bassin versant de la Meuse au sein du bassin Rhin-Meuse. Elle est drainée par la Meuse, le canal de l'Est Branche-Nord, la Chiers, le ruisseau l'Ennemane, le ruisseau Mache et le ruisseau de la Buse,.
La Meuse, d'une longueur de 486 km, est un fleuve européen qui prend sa source en France, dans la commune du Châtelet-sur-Meuse, à 409 mètres d'altitude, et se jette dans la mer du Nord après un cours long d'approximativement 950 kilomètres traversant la France, la Belgique et les Pays-Bas. Elle s'écoule du sud-est vers le nord-ouest et traverse la commune sur une longueur d'environ 5,7 km, constituant sur son flanc nord-est une limite séparative avec la commune de Bazeilles.
Le canal de l'Est Branche-Nord, d'une longueur de 141 km, est un chenal et un cours d'eau naturel navigable qui relie Givet à Troussey, où il rejoint le canal de la Marne au Rhin. Il traverse la commune d'est en ouest dans sa partie nord sur une longueur d'environ 5,3 km.
La Chiers, d'une longueur de 127 km, prend sa source dans la commune de Mont-Saint-Martin et se jette  dans la Meuse sur la commune, après avoir traversé 46 communes. Elle longe la commune sur son flanc nord sur une longueur d'environ 0,7 km.

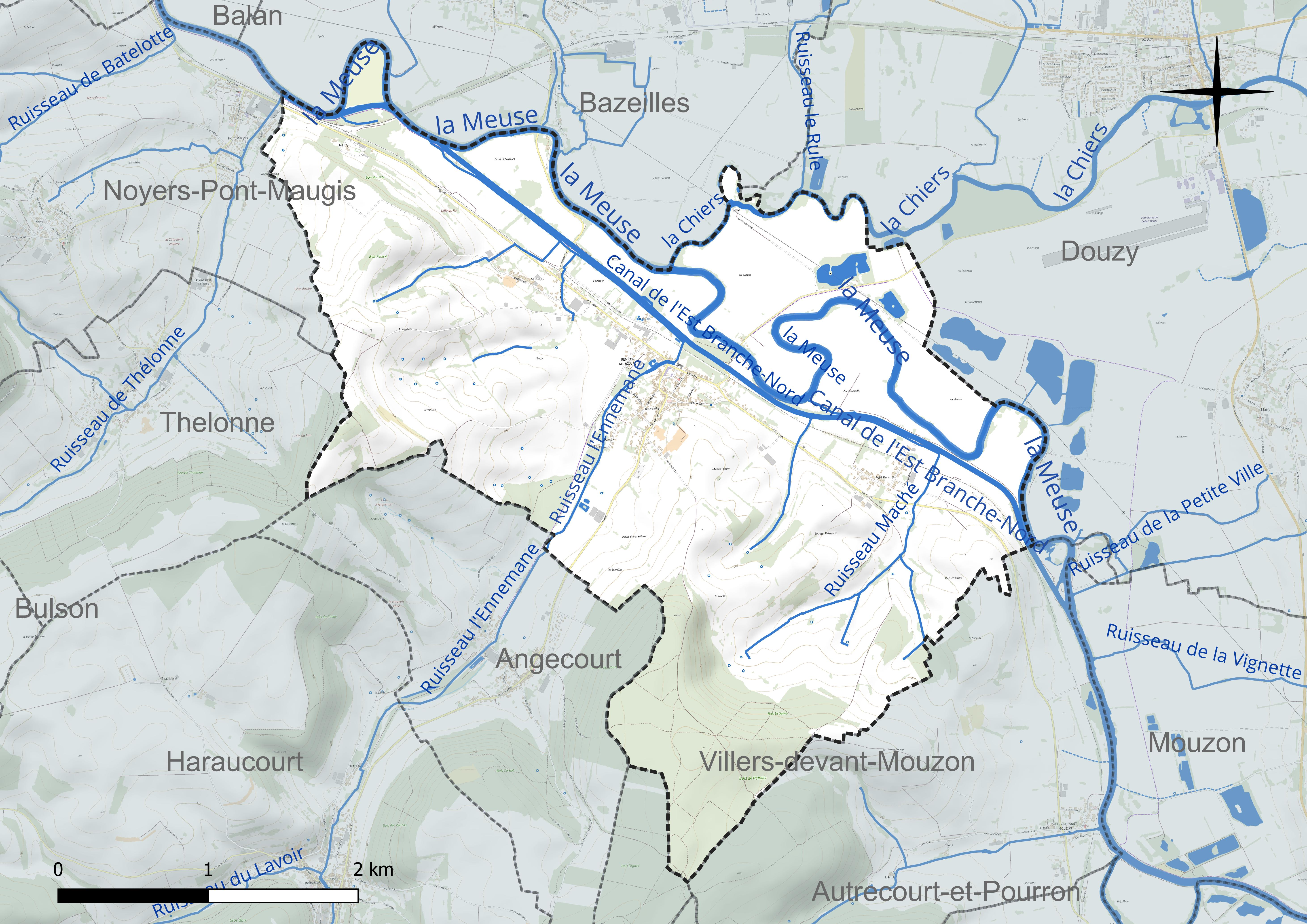
Réseau hydrographique de Remilly-Aillicourt.

L'Ennemane, d'une longueur de 11 km, prend sa source dans la commune de Raucourt-et-Flaba et se jette  dans la Meuse à Bazeilles, après avoir traversé cinq communes.

### Climat
Pour des articles plus généraux, voir Climat du Grand Est et Climat des Ardennes.
En 2010, le climat de la commune est de type climat de montagne, selon une étude du Centre national de la recherche scientifique s'appuyant sur une série de données couvrant la période 1971-2000. En 2020, Météo-France publie une typologie des climats de la France métropolitaine dans laquelle la commune est exposée à un climat océanique altéré et est dans la région climatique Lorraine, plateau de Langres, Morvan, caractérisée par un hiver rude (1,5 °C), des vents modérés et des brouillards fréquents en automne et hiver.
Pour la période 1971-2000, la température annuelle moyenne est de 10 °C, avec une amplitude thermique annuelle de 16 °C. Le cumul annuel moyen de précipitations est de 897 mm, avec 13,2 jours de précipitations en janvier et 9,4 jours en juillet. Pour la période 1991-2020, la température moyenne annuelle observée sur la station météorologique de Météo-France la plus proche, « Douzy », sur la commune de Douzy à 4 km à vol d'oiseau, est de 10,5 °C et le cumul annuel moyen de précipitations est de 857,0 mm. 
La température maximale relevée sur cette station est de 40,3 °C, atteinte le 25 juillet 2019 ; la température minimale est de −14,8 °C, atteinte le 3 janvier 2004,,.
Les paramètres climatiques de la commune ont été estimés pour le milieu du siècle (2041-2070) selon différents scénarios d'émission de gaz à effet de serre à partir des nouvelles projections climatiques de référence DRIAS-2020. Ils sont consultables sur un site dédié publié par Météo-France en novembre 2022.

## Urbanisme

### Typologie
Au 1er janvier 2024, Remilly-Aillicourt est catégorisée bourg rural, selon la nouvelle grille communale de densité à 7 niveaux définie par l'Insee en 2022.
Elle est située hors unité urbaine. Par ailleurs la commune fait partie de l'aire d'attraction de Sedan, dont elle est une commune de la couronne,. Cette aire, qui regroupe 31 communes, est catégorisée dans les aires de moins de 50 000 habitants,.

### Occupation des sols
L'occupation des sols de la commune, telle qu'elle ressort de la base de données européenne d’occupation biophysique des sols Corine Land Cover (CLC), est marquée par l'importance des territoires agricoles (83,7 % en 2018), en diminution par rapport à 1990 (84,8 %). La répartition détaillée en 2018 est la suivante : 
prairies (51,6 %), zones agricoles hétérogènes (16,5 %), terres arables (15,6 %), forêts (10,9 %), zones urbanisées (4 %), eaux continentales (1,5 %). L'évolution de l’occupation des sols de la commune et de ses infrastructures peut être observée sur les différentes représentations cartographiques du territoire : la carte de Cassini (XVIIIe siècle), la carte d'état-major (1820-1866) et les cartes ou photos aériennes de l'IGN pour la période actuelle (1950 à aujourd'hui).

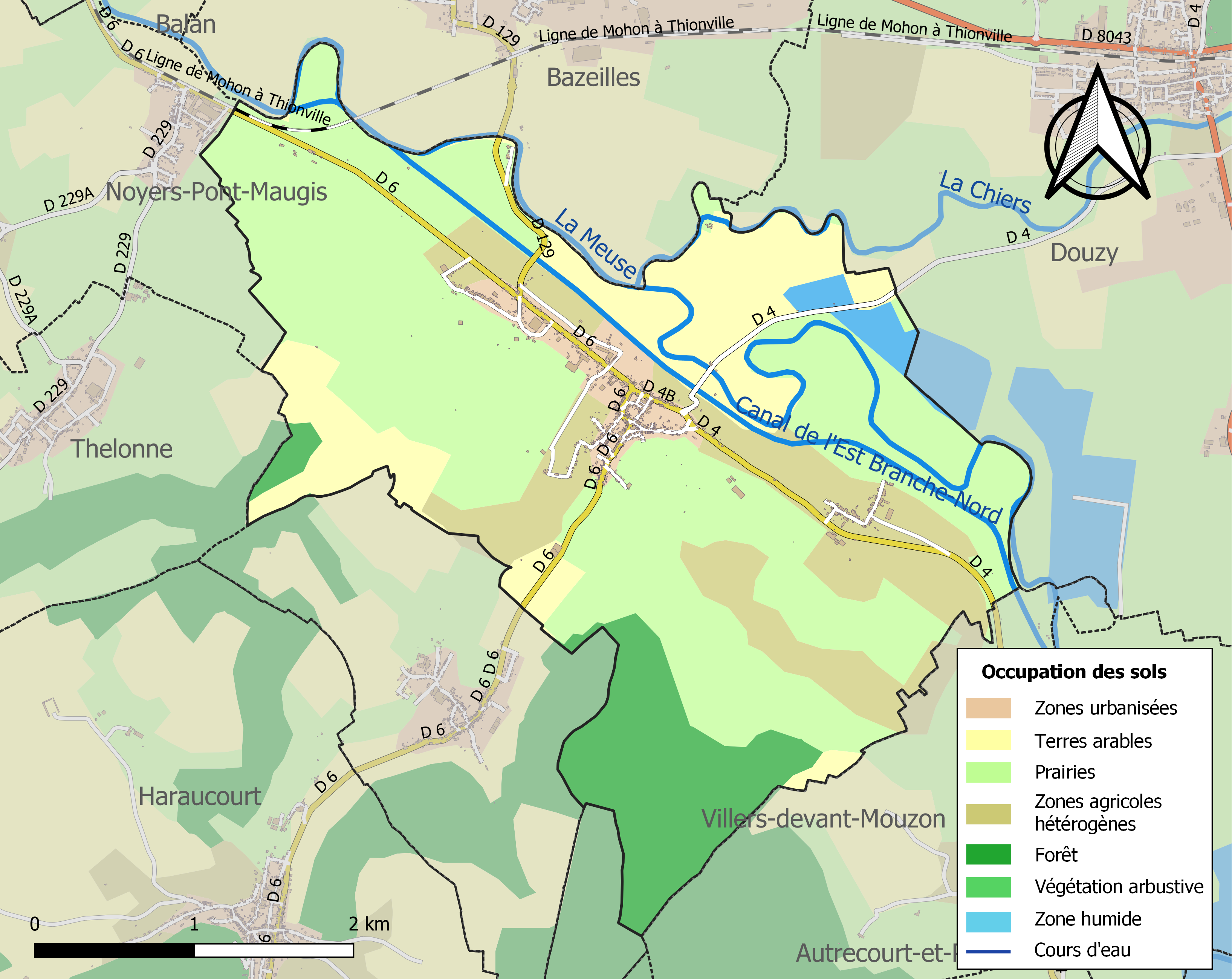
Carte des infrastructures et de l'occupation des sols de la commune en 2018 (CLC).

## Toponymie
Remilly est attesté sous les formes Remilleium en 1239, Remelleyum en 1258.

## Politique et administration
| Période                                  | Période  | Identité                | Étiquette | Qualité |
| ---------------------------------------- | -------- | ----------------------- | --------- | ------- |
| mai 2020                                 | En cours | Marie-Antoinette Beauda |           |         |
| 2003                                     | mai 2020 | M. Alain Hurpet         |           |         |
| 1995                                     | 2003     | M. Jean Michel Beauda   |           |         |
| 1990                                     | 1995     | M. Borre René           |           |         |
| 1989                                     | 1990     | M. Clerc Michel         |           |         |
| 1981                                     | 1989     | M. Absous Marius        |           |         |
| 1977                                     | 1981     | M. Courtiol Jean        |           |         |
| 1968                                     | 1977     | M. Colas Michel         |           |         |
| 1953                                     | 1968     | M. Pierrard Adrien      |           |         |
| 1944                                     | 1953     | M. Malicet Sébastien    |           |         |
| 1939                                     | 1944     | M. Jacquemin Paulin     |           |         |
| 1934                                     | 1939     | M. Colson Paul          |           |         |
| 1925                                     | 1934     | M. Ludet Xavier         |           |         |
| 1919                                     | 1925     | M. Varlet J B Louis     |           |         |
| 1914                                     | 1919     | M. Tavenaux Eugène      |           |         |
| 1912                                     | 1914     | M. Varlet J B Louis     |           |         |
| 1906                                     | 1912     | M. Colson Ch. Théodore  |           |         |
| 1896                                     | 1906     | M. Varlet J B Louis     |           |         |
| 1888                                     | 1896     | M. Varlet Louis Julien  |           |         |
| 1868                                     | 1888     | M. Lamour               |           |         |
| 1856                                     | 1868     | M. Gouvignaux           |           |         |
| 1846                                     | 1856     | M. Depambour            |           |         |
| 1817                                     | 1846     | M. Bechet de Léocourt   |           |         |
| 1801                                     | 1817     | M. Théodore Colson      |           |         |
| 1791                                     | 1801     | M. J B Guillaume        |           |         |
| 1790                                     | 1791     | M. Anus Pons            |           |         |
| 1789                                     | 1790     | M. Payon                |           |         |
| Les données manquantes sont à compléter. |          |                         |           |         |

## Démographie
L'évolution du nombre d'habitants est connue à travers les recensements de la population effectués dans la commune depuis 1793. Pour les communes de moins de 10 000 habitants, une enquête de recensement portant sur toute la population est réalisée tous les cinq ans, les populations de référence des années intermédiaires étant quant à elles estimées par interpolation ou extrapolation. Pour la commune, le premier recensement exhaustif entrant dans le cadre du nouveau dispositif a été réalisé en 2006.

En 2022, la commune comptait 762 habitants, en évolution de −2,18 % par rapport à 2016 (Ardennes : −2,97 %, France hors Mayotte : +2,11 %).
| 1793 | 1800 | 1806 | 1821 | 1831  | 1836  | 1841  | 1846  | 1851  |
| ---- | ---- | ---- | ---- | ----- | ----- | ----- | ----- | ----- |
| 756  | 835  | 916  | 985  | 1 228 | 1 341 | 1 305 | 1 388 | 1 393 |

| 1866  | 1872  | 1876  | 1881  | 1886  | 1891  | 1896 | 1901 | 1906  |
| ----- | ----- | ----- | ----- | ----- | ----- | ---- | ---- | ----- |
| 1 288 | 1 245 | 1 337 | 1 153 | 1 174 | 1 117 | 985  | 993  | 1 001 |

| 1911 | 1921 | 1926 | 1931 | 1936 | 1946 | 1954 | 1962 | 1968 |
| ---- | ---- | ---- | ---- | ---- | ---- | ---- | ---- | ---- |
| 975  | 816  | 909  | 920  | 909  | 760  | 841  | 924  | 903  |

| 1975 | 1982 | 1990 | 1999 | 2006 | 2011 | 2016 | 2021 | 2022 |
| ---- | ---- | ---- | ---- | ---- | ---- | ---- | ---- | ---- |
| 825  | 819  | 782  | 781  | 804  | 791  | 779  | 770  | 762  |

## Culture locale et patrimoine

### Lieux et monuments

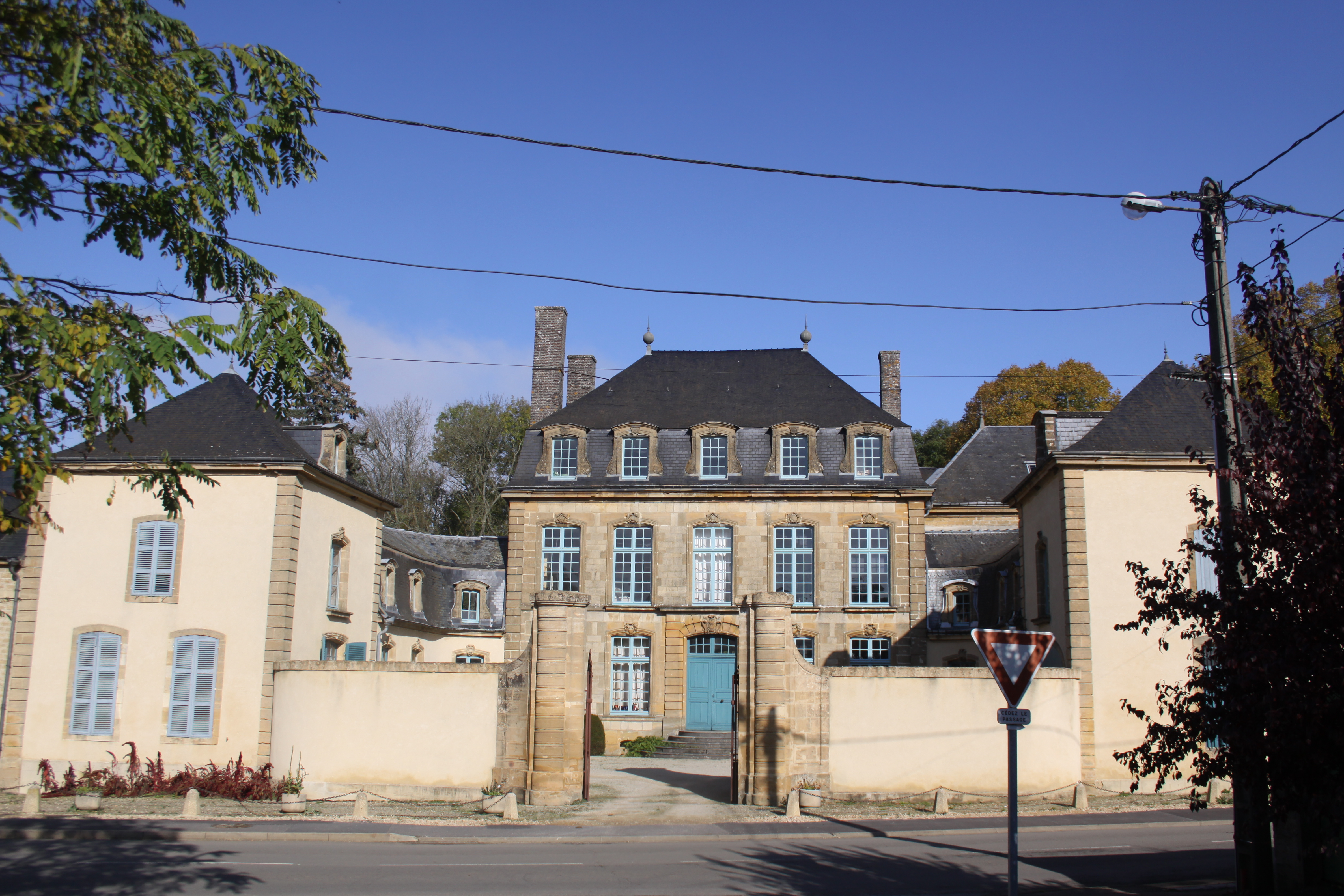
Château.

- Le château : cette demeure du XVIIIe siècle a été fondée par un manufacturier sedanais. Ce très bel édifice de caractère possède d'anciennes écuries. Il est inscrit au titre des monuments historiques en 1984[26].
- Église Saint-Rémi, inscrite au titre des monuments historiques en 1938[27].

### Personnalités liées à la commune
- Jean François Félix Dorival (1755-1813), y mourut
- Louis Samuel Béchet de Léocour (6 novembre 1771 - Sedan ✝ 1er janvier 1845 - Remilly), général d'Empire, maire de la commune, gendre du précédent.

### Héraldique
| Armes de Remilly-Aillicourt | Les armes de Remilly-Aillicourt se blasonnent ainsi : D’azur à la crosse d’or accostée de deux étoiles du même, issant d’une champagne crénelée de trois merlons et deux demi d’argent chargé d’une croisette du champ. |